# Smedstorps socken
Smedstorps socken i Skåne ingick i Ingelstads härad, uppgick 1969 i Tomelilla köping och området ingår sedan 1971 i Tomelilla kommun och motsvarar från 2016 Smedstorps distrikt.
Socknens areal är 42,36 kvadratkilometer varav 41,88 land.  År 2000 fanns här 778 invånare. Tunbyholms slott, Smedstorps slott, tätorterna Lunnarp och Smedstorp samt sockenkyrkan Smedstorps kyrka ligger i socknen.

## Administrativ historik
Socknen har medeltida ursprung.
Vid kommunreformen 1862 övergick socknens ansvar för de kyrkliga frågorna till Smedstorps församling och för de borgerliga frågorna bildades Smedstorps landskommun. Landskommunen utökades 1952 och uppgick 1969 i Tomelilla köping som 1971 ombildades till Tomelilla kommun. Församlingen utökades 2002.
1 januari 2016 inrättades distriktet Smedstorp, med samma omfattning som församlingen hade 1999/2000.  
Socknen har tillhört län, fögderier, tingslag och domsagor enligt vad som beskrivs i artikeln Ingelstads härad. De indelta soldaterna tillhörde Södra skånska infanteriregementet, Albo kompani och Skånska dragonregementet, Cimbrishamns skvadron, Svabeholms kompani.

## Geografi
Smedstorps socken ligger öster om Tomelilla på Österlen. Socknen är en småkuperad odlingsbygd med skog i norr.

## Fornlämningar
Från järnåldern finns tre gravfält med stensättningar, resta stenar och domarringar samt Gårdlösafibulan.

## Namnet
Namnet skrevs 1441 Smitztorpp och kommer från kyrkbyn/godset. Namnet innehåller smed som kan varit ett mansbinamn och torp, 'nybygge'..